# Boiates
De Boiates (Frans: Boïates) waren een stam van de Aquitani. Zij waren de inheemse bevolking van het Land van Buch rondom de baai van Arcachon in de Landes ten tijde van de verovering van Gallië door de Romeinen. In de 3e eeuw deelden de Romeinen de Boiates in bij de Novempopulania, de 'negen volken' die samen het etnisch-Aquitanische district van de provincie Gallia Aquitania uitmaakten. Mogelijk was Boios of Civitas Boatium, bij de gemeenten Le Teich en Biganos, hun hoofdplaats. De Boiates worden genoemd in een grafinscriptie uit de 2e of 3e eeuw ontdekt in Bordeaux en in de Notitia Galliarum (eind 4e eeuw). Bepaalde historici stellen de Boiates gelijk met andere volken die in antieke bronnen worden genoemd, zoals de Vocates uit Caesars' De bello Gallico of de Sediboviates uit Plinius' Naturalis historia.